# سقنقورهای چهارچنگولی
سقنقورهای چهارچنگولی (نام علمی: Carlia) نام یک سرده از زیرخانواده سقنقورهای لیگوزومینائه است.